# Lenz-Typ J
Der Lenz-Typ J (bzw. Lenz-Typ Jh für die Heißdampfausführung) waren 1000-mm-Schmalspur-Dampflokomotiven. Alle fünf Fahrzeuge blieben nach dem Ende des Zweiten Weltkriegs bei der Polnischen Staatsbahn und wurden zwischen 1969 und 1974 ausgemustert.

## Geschichte
Zunächst waren auf den von Lenz & Co. gebauten und betriebenen meterspurigen Eisenbahnstrecken in Pommern ausschließlich zweiachsige Dampflokomotiven (Lenz-Typ i) eingesetzt. Aufgrund der gestiegenen Verkehrsleistungen waren diese aber bald zu schwach, sodass man bei Lenz zunächst Malletlokomotiven die Baureihe Lenz-Typ ii beschaffte, die aber als Mallet-Lokomotive aufwändig in der Unterhaltung war.
1914 wurden dann von Vulcan vier vierfach gekuppelte Lokomotiven als Gattung J an die Provinzialverwaltung Pommern geliefert, die 1910 den Betrieb auf den Meterspurstrecken Pommerns von Lenz übernommen hatte.
Dabei wurden die Lokomotiven wie folgt auf die einzelnen Strecken verteilt:
- Regenwalder Kleinbahnen AG (1)
- AG Saatziger Kleinbahnen (1)
- Kolberger Kleinbahnen AG (2)

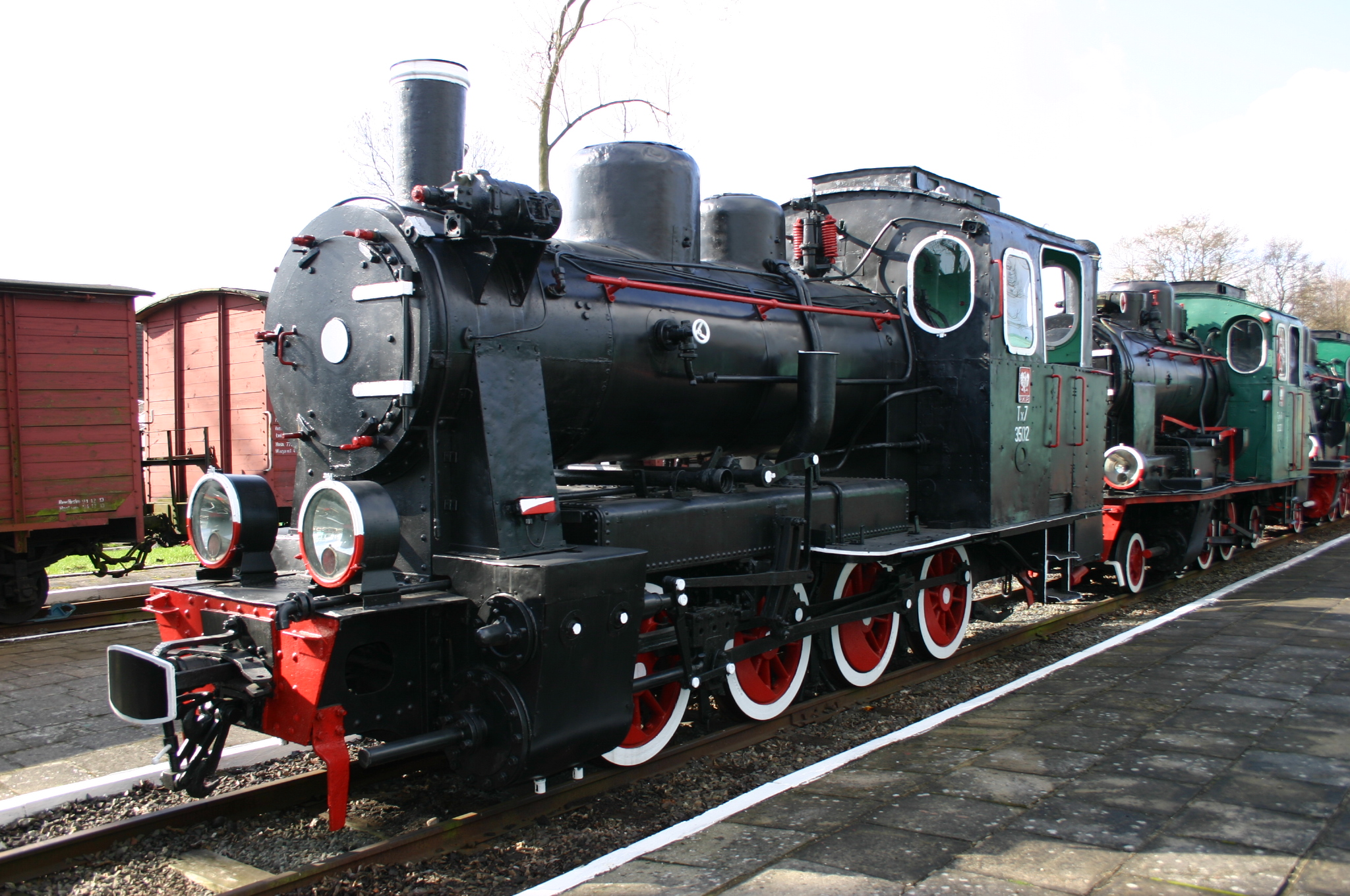
Tx7-3502 (ehem. Saatziger Klb Nr. 52)

Da sie sich bewährten, wurde 1928 eine Lok für die Saatziger Kleinbahn nachbestellt. Dem damaligen Stand der Technik entsprechend war die Maschine im Gegensatz zu den ersten Lokomotiven eine Heißdampflokomotive. Sie erhielt die neue Typenbezeichnung Jh.
Bei den Pommerschen Landesbahnen wurden sie als 171 bis 174 N 4406 bzw. 175 H 4406 geführt.
Nach dem Ende des Zweiten Weltkriegs befanden sich alle Lokomotiven auf den an Polen gefallenen Ostteil Deutschlands. Bei den PKP erhielten sie die Nummern Tx5-3501 bis 3505, später Tx7-3501 bis 3505, Die Maschinen blieben noch lange Zeit im Einsatz, erst als Ende der 1960er Jahre auf einigen Strecken der Verkehr eingestellt wurde, wurden die Dampflokomotiven überflüssig und zwischen 1969 und 1974 ausgemustert. Die 1928 gelieferte Maschine wurde anschließend in Dobra (Daber) als Denkmal aufgestellt.
Die Lokomotiven 51J und 52Jh der Saatziger Kleinbahnen (PKP Tx7-3501 und 3502) blieben als Museumsexponat im Schmalspurbahnmuseum Gryfice erhalten.

## Technische Merkmale
Die zunächst nur als Nassdampflokomotiven gelieferten Fahrzeuge hatten große Ähnlichkeit mit den ab 1920 gebauten normalspurigen ELNA-Lokomotiven und waren bis auf die Spurweite baugleich mit dem Typ M. Besonders typisch für den Typ J ist der flache über dem Rahmen liegende Wasserkasten, der die Wartungsarbeiten am Kessel sehr vereinfachte.
Nach dem Ersten Weltkrieg verbesserte Vulcan den Dampfloktyp zu einer Heißdampfmaschine weiter. Diese sparte im Vergleich zur Nassdampfvariante Wasser bei gleichzeitiger Leistungssteigerung. Unterschiede waren der nach vorn verschobene Schornstein und der Überhitzerdampfkasten sowie der Einsatz von Kolbenschiebern anstelle von Flachschiebern. Auch erhielt die neue Maschine einen Entlüftungsbau auf dem Führerhaus.